# Kata Wéber
Kata Wéber (* 26. Juli 1980 in Budapest) ist eine ungarische Drehbuch- und Bühnenautorin, die auch als Theater- und Filmschauspielerin arbeitet.

## Leben
Kata Wéber wurde 1980 in Ungarns Hauptstadt Budapest geboren. Sie studierte an der Universität für Theater und Film in Budapest und machte dort im Jahr 2002 ihren Abschluss. Hiernach arbeitete Wéber im Theaterbereich, bevor sie auch Drehbuchautorin wurde.
Für die unabhängige ungarische Theaterkompanie Proton Theater schrieb sie Dementia und Scheinleben, für das unter anderem im September 2019 in Bochum gezeigte Stück Evolution schrieb sie die Adaption, ebenso für das auf Bertolt Brechts Arbeit basierende Stück Die sieben Todsünden/Motherland.
Wéber ist die Partnerin des ungarischen Film- und Theaterregisseurs Kornél Mundruczó und schrieb die Drehbücher für dessen Film Jupiter's Moon, mit Zsombor Jéger in der Hauptrolle, und seinen Film Pieces of a Woman, dessen englischsprachiges Debüt mit Vanessa Kirby in der Hauptrolle, den er im September 2020 bei den Filmfestspielen in Venedig vorstellte. Mundruczó ist einer der Gründer der Proton-Theaterkompanie und fungiert bei den meisten Stücken auch als Regisseur.

## Filmografie
- 2002: Schöne Tage
- 2007: Lora
- 2009: Transmission
- 2014: Underdog (Fehér isten, Drehbuch?)
- 2016: The Boy on the Train
- 2017: Jupiter's Moon (Jupiter holdja, Drehbuch)
- 2020: Pieces of a Woman (Drehbuch)
- 2021: Evolution (Drehbuch)

## Theaterarbeiten
- Dementia
- Scheinleben
- Die sieben Todsünden/Motherland, nach Bertolt Brecht
- Voyage vers l'Espoir, Oper von Christian Jost[7]

## Auszeichnungen
Chlotrudis Award
- 2016: Nominierung für das Beste Originaldrehbuch (für den Film Underdog)

Staatliches Theatertreffen Pécs
- 2017: Auszeichnung für Bestes Schreiben und Dramaturgie (für das Stück Scheinleben)